# Ruesga (ort)
Ruesga är en ort i Spanien.   Den ligger i provinsen Provincia de Palencia och regionen Kastilien och Leon, i den norra delen av landet, 280 km norr om huvudstaden Madrid. Ruesga ligger 1 044 meter över havet och antalet invånare är 1 120. Den ligger vid sjön Pantano de Ruesga.
Terrängen runt Ruesga är kuperad. Runt Ruesga är det mycket glesbefolkat, med 7 invånare per kvadratkilometer. Närmaste större samhälle är Cervera de Pisuerga, 2,6 km öster om Ruesga. Omgivningarna runt Ruesga är en mosaik av jordbruksmark och naturlig växtlighet.